# Werewolf Training
Werewolf Training è il primo album in studio del gruppo musicale Bloodline, pubblicato nel 2003 dalla Selbstmord Services.

## Tracce
1. "Werewolf Training" - 8:55
2. "Inhale Thorns" - 7:46
3. "Retaliation" - 4:00
4. "Season of the Predator" - 6:16
5. "While the City Sleeps (MC 900 Ft. Jesus cover)" - 5:31
6. "I Saw a Chapel" - 4:29
7. "New Sodom" - 5:05

## Formazione
- Nattefrost - voce
- Sasrof - chitarra, tastiera
- Set Teitan 131 - chitarra
- Nigris - basso
- Nysrok Infernalien - tastiera